# 12. Sinfonie (Schostakowitsch)
Die 12. Symphonie in d-Moll op. 112 wurde 1960/1961 von Dmitri Schostakowitsch komponiert und trägt den Untertitel Das Jahr 1917 und die Widmung Zur Erinnerung an Wladimir Iljitsch Lenin.
Das Werk wurde am 1. Oktober 1961 vor dem XXII. Parteitag der KPdSU vom Leningrader Philharmonie-Orchester unter der Leitung von Jewgeni Mrawinski uraufgeführt. Anlässlich der Uraufführung wurde Schostakowitsch in die KPdSU aufgenommen.

## Form
Die Sinfonie hat eine Gesamtspieldauer von etwa 40 Minuten und ist in folgende vier Sätze unterteilt, die ohne Pause ineinander übergehen:
- Revolutionäres Petrograd (14 min), Moderato/Allegro
- Rasliw (10 min), Allegro/Adagio (Rasliw war ein Unterschlupf Lenins)
- Aurora (6 min), Allegro
- Morgenröte der Menschheit (10 min), (Allegro/Allegretto)